# Oswaldo Frota-Pessoa
Oswaldo Frota-Pessoa (30 de marzo de 1917 – 24 de marzo de 2010) fue un médico, biólogo y genetista brasileño, pionero en genética humana.
Oswaldo Frota-Pessoa nació en Río de Janeiro, donde hizo sus estudios, primero en historia natural en la Universidad de Distrito Federal (actualmente la Universidad Estatal de Río de Janeiro), graduándose en 1938; y posteriormente medicina en la Escuela Nacional de Medicina de la Universidad de Brasil, graduándose en 1941. Consigue su doctorado en la misma escuela, en 1953 y luego fue al extranjero con una beca para estudios de posdoctorado en la Columbia Universidad, en Ciudad de Nueva York, de 1953 a 1955. Su profesorado e investigaciones de la carrera profesional los empezó en 1942, cuándo aceptó una posición de profesor ayudante en la Escuela de Filosofía, Ciencias y Letras de la Universidad Federal de Río de Janeiro, posición que mantuvo hasta 1958. En ese año aceptó una posición nueva en la Universidad de São Paulo, moviéndose a la ciudad de São Paulo, donde trabajó hasta su jubilación. Logró ser titular en el profesorado allí en 1978 y fue elegido emeritus profesor en 1995. En 1964 y 1965 sería profesor visitante en la Universidad de Wisconsin–Madison con una beca Fulbright.
Como dirigente científico, tuvo muchas posiciones prominentes, como: especialista en Educación de Ciencia de la Pan American Union  (Organización de Estados americanos) en Washington, D.C. (1955–1956), asesor en Genética Humana para la Organización Mundial de la Salud (1961–1986), director del Centro de Coordinación de Brasil del Programa Multinacional de Genética de la OEA (1968–1973), director del Centro de Estudois sobre Currículo para o Ensino de Biologia (CECEB) de 1972 a 1979, presidente de la Sociedad brasileña de Genética (1968–1970) y de la Asociación latinoamericana de Genéticas (1969–1971), miembro fundante de la Academia de Ciencias del Estado de São Paulo (1974). Publicó más de 130 papeles de estudios en genética y aproximadamente 500 artículos de divulgación.
Sus intereses de búsqueda principales fueron sistemática de Drosophila, genética de poblaciones humanas, citogenética, genética médica y asesoramiento genético, y genética en psiquiatría.
El Dr. Frota-Pessoa fue siempre uno de los más activos y entusiasta en la enseñanza de biología y la popularización de ciencia y un promotor del entendimiento popular de la ciencia. Enseñaba de hecho biología en escuelas medias del sistema público de Río de Janeiro de 1939 a 1958. Basado en esas experiencias,  escribió un texto de biología para educación media, el cual devino en excelentes ventas y publicado en muchas ediciones. Publicó 26 textos y 17 guías para ciencia y profesores de biología. Por esos esfuerzos,  ganó el Premio UNESCO Kalinga por la Popularización de Ciencia y el CNPq José Reis Premio por Divulgación de Ciencia. También condecorado por el gobierno brasileño con la Cruz Grande del Orden brasileño de Mérito Científico y se le otorgó el 1989 Premio Alfred Jurzikowyski de la Academia brasileña de Medicina, por investigaciones básicas pertinente para medicina.